# Sosnowiecki Park Naukowo-Technologiczny
Sosnowiecki Park Naukowo-Technologiczny – park przemysłowo-technologiczny powstały na terenie byłej Kopalni Niwka-Modrzejów, którego operatorem jest Agencja Rozwoju Lokalnego S.A..

## Komunikacja
SPNT jest zlokalizowany przy węźle Autostrady A4 i drogi ekspresowej S1. W sąsiedztwie Katowickiej Specjalnej Strefy Ekonomicznej oraz 30 min od portu lotniczego w Pyrzowicach.

## Firmy
Na terenie parku działają firmy:
1. Gallup Arteria Management Sp. z o.o. Sp. k.
2. Dumas Tomasz Gosztyła
3. Fenix Poland Sp. z o.o.
4. GF Projekt Sp. z o.o. Sp. k.
5. Górnik Architekci Pracownia Projektowa
6. Almar IT Sp. z o.o. Sp. k.
7. Blixet Sp. z o.o.
8. CTL Haldex S.A.
9. Gyncentrum Clinic Sp. z o. o.